# یوریک لو سو
یوریک لو سو (فرانسوی: Yorick Le Saux‎؛ زادهٔ ۱۰ اوت ۱۹۶۸) یک فیلمبردار فرانسوی است. او در سال ۱۹۶۸ در نوی-سور-سن زاده شد. لو سو در سال ۱۹۹۴ از لا فمیس فارغ‌التحصیل شد. از آثار او می‌توان به استخر، وقتی من خواننده بودم، جولیا، من عشق هستم، و کارلوس اشاره کرد.

## فیلم‌شناسی
فیلم‌های بلند
- کمدی موقعیت (۱۹۹۸)
- کافه ساحلی (۲۰۰۱)
- استخر (۲۰۰۳)
- ۵×۲ (۲۰۰۴)
- وقتی من خواننده بودم (۲۰۰۶)
- دروازه سوار شدن (۲۰۰۷)
- جولیا (۲۰۰۸)
- من عشق هستم (۲۰۰۹)
- پوتیش (۲۰۱۰)
- کارلوس (۲۰۱۰)
- آربیتراژ (۲۰۱۲)
- تنها عاشقان زنده ماندند (۲۰۱۳)
- ابرهای سیلس ماریا (۲۰۱۴)
- شیرجه (۲۰۱۵)
- مأمور خرید شخصی (۲۰۱۶)
- حیات والا (۲۰۱۸)
- زندگی دوگانه (۲۰۱۸)
- زنان کوچک (۲۰۱۹)

فیلم‌های کوتاه
- لباس تابستانی (۱۹۹۶)
- دریا را ببین (۱۹۹۷)

## جوایز
- ۲۰۱۱ - هشتمین دوره جوایز جامعهٔ بین‌المللی سینمادوستان - فیلمبرداری (من عشق هستم)[۴]